# Heiner Linke
Heiner Linke, född den 21 september 1966, är en tysk-svensk fysiker samt professor i nanofysik vid Lunds universitet.
1997 disputerade Linke på sin doktorsavhandling Quantum Electronic Transport in Low-Dimensional Semiconductors i fasta tillståndets fysik vid Lunds Universitet. Sedan dess har han forskat inom områden som bland annat materialvetenskap, kvantfysik samt nanoelektronik och biofysik. Han blev 2010 föreståndare för forskningscentrat NanoLund. Linke är ledamot i Kungliga Vetenskapsakademien och sedan januari 2021 är han prorektor på Lunds Tekniska Högskola.
Han var ordförande i 2024 års Nobelkommitté för kemi.